# Associazione Calcio Bellinzona 2008-2009
Questa voce raccoglie le informazioni riguardanti l'Associazione Calcio Bellinzona nelle competizioni ufficiali della stagione 2008-2009.

## Stagione
Nella stagione 2008-2009 il Bellinzona, allenato da Marco Schällibaum, concluse il campionato di Super League al 6º posto. In Coppa Svizzera il Bellinzona fu eliminato agli ottavi di finale dal Grasshoppers. In Coppa UEFA il Bellinzona fu eliminato al primo turno dal Galatasaray.

## Rosa
| N. |                     | Ruolo | Calciatore              |
| -- | ------------------- | ----- | ----------------------- |
| 1  | Italia (bandiera)   | P     | Lorenzo Bucchi          |
| 2  | Italia (bandiera)   | D     | Davide Belotti          |
| 3  | Francia (bandiera)  | D     | Vincent Bernardet       |
| 4  | Svizzera (bandiera) | D     | Siqueira Barras         |
| 5  | Svizzera (bandiera) | D     | Alessandro Mangiarratti |
| 6  | Svizzera (bandiera) | D     | Jérôme Thiesson         |
| 7  | Italia (bandiera)   | D     | Angelo Raso             |
| 8  | Svizzera (bandiera) | C     | Gürkan Sermeter         |
| 10 | Italia (bandiera)   | C     | Andrea Conti            |
| 11 | Albania (bandiera)  | A     | Shkëlzen Gashi          |
| 12 | Nigeria (bandiera)  | A     | Ikechukwu Kalu          |
| 15 | Nigeria (bandiera)  | C     | Adewale Wahab           |
| 16 | Svizzera (bandiera) | A     | Mauro Lustrinelli       |
| 17 | Francia (bandiera)  | C     | Yacine Hima             |
| 18 | Italia (bandiera)   | P     | Matteo Gritti           |

| N. |                      | Ruolo | Calciatore            |
| -- | -------------------- | ----- | --------------------- |
| 19 | Svizzera (bandiera)  | C     | Genc Mehmeti          |
| 20 | Italia (bandiera)    | C     | Giuseppe Miccolis     |
| 21 | Svizzera (bandiera)  | A     | Jocelyn Roux          |
| 22 | Svizzera (bandiera)  | C     | Manuel Rivera         |
| 24 | Mali (bandiera)      | C     | Drissa Diarra         |
| 25 | Italia (bandiera)    | D     | Iacopo La Rocca       |
| 27 | Argentina (bandiera) | D     | Emiliano Dudar        |
| 28 | Venezuela (bandiera) | C     | Frank Feltscher       |
| 29 | Svizzera (bandiera)  | C     | Stefano Milani        |
| 29 | Italia (bandiera)    | A     | Luigi Beghetto        |
| 30 | Italia (bandiera)    | P     | Carlo Zotti           |
| 32 | Svizzera (bandiera)  | A     | Alessandro Ciarrocchi |
| 34 | Svizzera (bandiera)  | A     | Dragan Mihajlović     |
|    | Svizzera (bandiera)  | C     | Roland Bättig         |
|    | Russia (bandiera)    | C     | Denis Shcherbak       |

## Organigramma societario
Area tecnica
- Allenatore: Marco Schällibaum
- Allenatore in seconda: Allocco Roberto
- Preparatore dei portieri: Marco Ragini
- Preparatori atletici:

## Calciomercato

### Sessione estiva
| Acquisti | Acquisti              | Acquisti       | Acquisti |
| R.       | Nome                  | da             | Modalità |
| -------- | --------------------- | -------------- | -------- |
| C        | Roland Bättig         | Como           |          |
| D        | Vincent Bernardet     | Gueugnon       |          |
| A        | Alessandro Ciarrocchi | Piacenza       |          |
| C        | Emanuele Di Zenzo     | Sion           |          |
| C        | Drissa Diarra         | Lecce          |          |
| A        | Shkëlzen Gashi        | Sciaffusa      |          |
| P        | Matteo Gritti         | Chiasso        |          |
| A        | Ikechukwu Kalu        | Sampdoria      |          |
| A        | Mauro Lustrinelli     | Lucerna        |          |
| C        | Genc Mehmeti          | Sciaffusa      |          |
| A        | Jocelyn Roux          | Stade Nyonnais |          |
| C        | Gürkan Sermeter       | Aarau          |          |
| D        | Siqueira Barras       | EN Paralimni   |          |

| Cessioni | Cessioni             | Cessioni          | Cessioni |
| R.       | Nome                 | a                 | Modalità |
| -------- | -------------------- | ----------------- | -------- |
| C        | Marko Anđelković     | Voždovac          |          |
| P        | Gabriele Bernasconi  | Chiasso           |          |
| A        | Carlo de Micco       | Triestina         |          |
| C        | Senad Lulić          | Grasshoppers      |          |
| C        | Ludovic Moresi       | Lugano            |          |
| D        | Gediminas Paulauskas | Vėtra             |          |
| A        | Christian Pouga      | Siviglia Atlético |          |
| C        | Ifet Taljević        | Neuchâtel Xamax   |          |

### Sessione invernale
| Acquisti | Acquisti        | Acquisti            | Acquisti |
| R.       | Nome            | da                  | Modalità |
| -------- | --------------- | ------------------- | -------- |
| C        | Frank Feltscher | Lecce               |          |
| A        | Luigi Beghetto  | Treviso             |          |
| P        | Carlo Zotti     | Cittadella          |          |
| D        | Jérôme Thiesson | Wil                 |          |
| D        | Emiliano Dudar  | Olimpo              |          |
| C        | Denis Shcherbak | Akademija Togliatti |          |

| Cessioni | Cessioni          | Cessioni  | Cessioni |
| R.       | Nome              | a         | Modalità |
| -------- | ----------------- | --------- | -------- |
| D        | Paolo Carbone     | Chiasso   |          |
| C        | Emanuele Di Zenzo | Chiasso   |          |
| P        | Andrea Conti      | Mendrisio |          |

## Risultati

### Super League

#### Prima fase, girone di andata
| Arbitro: | Bieri |

|                                    |           |              |
| Bobadilla 22’ Zárate 40’ Callà 73’ | Marcatori | 75’ Sermeter |

| Arbitro: | Petignat |

|                     |           |                      |
| Sermeter 52’ (rig.) | Marcatori | 40’ Rossi 63’ Chihab |

| Arbitro: | Wermelinger |

|                           |           |  |
| Chipperfield 8’ Ergić 75’ | Marcatori |  |

| Arbitro: | Zimmermann |

|                           |           |                                 |
| Conti 75’ Lustrinelli 90’ | Marcatori | 4’ (rig.) Chiumiento 30’ Ravasi |

| Arbitro: | Hänni |

|  |           |                          |
|  | Marcatori | 28’ Lustrinelli 78’ Raso |

| Arbitro: | Rogalla |

|                 |           |            |
| Lustrinelli 19’ | Marcatori | 43’ Mutsch |

| Vaduz 24 agosto 2008, ore 16:00 CEST 7ª giornata | Vaduz       | 0 – 0 referto | Bellinzona | Rheinpark (1 945 spett.)\| Arbitro: \| Wermelinger \| |
| Arbitro:                                         | Wermelinger |               |            |                                                       |

| Arbitro: | Zimmermann |

|                                   |           |  |
| Alphonse 59’ Abdi 85’ (rig.), 89’ | Marcatori |  |

| Arbitro: | Rogalla |

|          |           |                          |
| Neri 76’ | Marcatori | 33’ Raimondi 86’ Doumbia |

#### Prima fase, girone di ritorno
| Arbitro: | Laperrière |

|            |           |             |
| Diarra 31’ | Marcatori | 90’ Salatic |

| Arbitro: | Hänni |

|                                     |           |                                       |
| Coly 17’ Rossi 69’ (rig.) Ideye 86’ | Marcatori | 41’ Sermeter 83’ Ciarrocchi 90’ Gashi |

| Arbitro: | Grossen |

|                           |           |                                     |
| Lustrinelli 12’ Gashi 50’ | Marcatori | 54’ Streller 56’ Perović 90’ Huggel |

| Arbitro: | Gangl |

|                       |           |  |
| Chiumiento 66’ (rig.) | Marcatori |  |

| Arbitro: | Zimmermann |

|                                    |           |             |
| Lustrinelli 68’ (rig.), 90’ (rig.) | Marcatori | 33’ Vanczák |

| Arbitro: | Studer |

|  |           |            |
|  | Marcatori | 66’ Diarra |

| Arbitro: | Hänni |

|                     |           |  |
| Sermeter 63’ (rig.) | Marcatori |  |

| Arbitro: | Studer |

|  |           |                                        |
|  | Marcatori | 11’ (rig.) Abdi 65’ Alphonse 72’ Đurić |

| Arbitro: | Wermelinger |

|                                     |           |  |
| Varela 38’ Raimondi 54’ Doumbia 89’ | Marcatori |  |

#### Seconda fase, girone di andata
| Arbitro: | Wermelinger |

|          |           |  |
| Roux 73’ | Marcatori |  |

| Zurigo 14 febbraio 2009, ore 17:45 CET 20ª giornata | Zurigo  | 0 – 0 referto | Bellinzona | Stadio Letzigrund (4 200 spett.)\| Arbitro: \| Grossen \| |
| Arbitro:                                            | Grossen |               |            |                                                           |

| Arbitro: | Laperrière |

|               |           |  |
| Fejzulahi 70’ | Marcatori |  |

| Arbitro: | Studer |

|                        |           |  |
| Dudar 39’ Beghetto 53’ | Marcatori |  |

| Arbitro: | Wermelinger |

|                              |           |  |
| Häberli 11’ Doumbia 69’, 77’ | Marcatori |  |

| Arbitro: | Grossen |

|                                                                           |           |                          |
| Lustrinelli 14’, 58’, 60’ Diarra 17’ Sermeter 44’ (rig.) Conti 81’ (rig.) | Marcatori | 23’ Zárate 73’ Bobadilla |

| Arbitro: | Circhetta |

|                                          |           |                    |
| Paiva 30’, 61’ Ferreira 70’ Frimpong 82’ | Marcatori | 55’ Hima 84’ Dudar |

| Arbitro: | Laperrière |

|           |           |             |
| Rocca 40’ | Marcatori | 45’ Stocker |

| Aarau 11 aprile 2009, ore 17:45 CEST 27ª giornata | Aarau    | 0 – 0 referto | Bellinzona | Stadion Brügglifeld (4 700 spett.)\| Arbitro: \| Stuchlik \| |
| Arbitro:                                          | Stuchlik |               |            |                                                              |

#### Seconda fase, girone di ritorno
| Arbitro: | Graf |

|                |           |                         |
| Lustrinelli 6’ | Marcatori | 47’ Paulinho 57’ Aquaro |

| Arbitro: | Wermelinger |

|              |           |           |
| Streller 33’ | Marcatori | 76’ Conti |

| Arbitro: | Rogalla |

|                    |           |  |
| Conti 2’ Rocca 30’ | Marcatori |  |

| Arbitro: | Circhetta |

|            |           |                                    |
| Riedle 80’ | Marcatori | 19’ (rig.), 25’ Sermeter 69’ Conti |

| Arbitro: | Studer |

|                     |           |             |
| Raso 25’ Diarra 39’ | Marcatori | 68’ Doumbia |

| Arbitro: | Circhetta |

|           |           |  |
| Ideye 20’ | Marcatori |  |

| Arbitro: | Zimmermann |

|                                 |           |           |
| Lustrinelli 4’, 19’ Mehmeti 23’ | Marcatori | 25’ Galbi |

| Arbitro: | Hänni |

|  |           |              |
|  | Marcatori | 31’ Alphonse |

| Arbitro: | Grossen |

|                                |           |                                  |
| Berisha 22’ (rig.) Vanczák 42’ | Marcatori | 51’ Lustrinelli 90’ (aut.) Beney |

### Coppa Svizzera
| 20 settembre 2008, ore 16:00 CEST Primo turno | FC Oerlikon/Polizei | 1 – 5 | Bellinzona |  |

| 18 ottobre 2008, ore 17:00 CEST Secondo turno | Zofingen | 2 – 3 | Bellinzona |  |

| 23 novembre 2008, ore 14:30 CET Ottavi di finale | Grasshoppers | 2 – 1 | Bellinzona |  |

### Coppa UEFA

#### Fase di qualificazione
| Arbitro: | Kalt |

|  |           |                  |
|  | Marcatori | 21’ Mangiarratti |

| Arbitro: | Yaakov |

|                                  |           |            |
| Rivera 22’ Sermeter 31’ Roux 45’ | Marcatori | 53’ Mkoyan |

| Arbitro: | Szabó |

|                                              |           |                              |
| Kalynyčenko 10’ Nazarenko 47’ Karnilenka 78’ | Marcatori | 64’ Kalu 75’ (rig.) Sermeter |

| Arbitro: | Stanković |

|                    |           |            |
| Gashi 1’ Rocca 76’ | Marcatori | 9’ Samodin |

#### Fase a eliminazione diretta
| Arbitro: | Corpodean |

|                                        |           |                                       |
| Lustrinelli 32’ Sermeter 47’ Rocca 89’ | Marcatori | 39’ Kewell 52’, 80’ Baroš 90’ Lincoln |

| Arbitro: | Nikolaev |

|                             |           |                     |
| Baroš 24’ (rig.) Yıldız 85’ | Marcatori | 53’ (rig.) Sermeter |

## Statistiche

### Statistiche di squadra
| Competizione   | Punti | In casa | In casa | In casa | In casa | In casa | In casa | In trasferta | In trasferta | In trasferta | In trasferta | In trasferta | In trasferta | Totale | Totale | Totale | Totale | Totale | Totale | DR |
| Competizione   | Punti | G       | V       | N       | P       | Gf      | Gs      | G            | V            | N            | P            | Gf           | Gs           | G      | V      | N      | P      | Gf     | Gs     | DR |
| -------------- | ----- | ------- | ------- | ------- | ------- | ------- | ------- | ------------ | ------------ | ------------ | ------------ | ------------ | ------------ | ------ | ------ | ------ | ------ | ------ | ------ | -- |
| Super League   | 43    | 18      | 8       | 4       | 6       | 29      | 23      | 18           | 3            | 6            | 9            | 15           | 28           | 36     | 11     | 10     | 15     | 44     | 51     | -7 |
| Coppa Svizzera | -     | 0       | 0       | 0       | 0       | 0       | 0       | 3            | 2            | 0            | 1            | 9            | 5            | 3      | 2      | 0      | 1      | 9      | 5      | +4 |
| Coppa Uefa     | -     | 3       | 2       | 0       | 1       | 8       | 6       | 3            | 1            | 0            | 2            | 4            | 5            | 6      | 3      | 0      | 3      | 12     | 11     | +1 |
| Totale         | 43    | 21      | 10      | 4       | 7       | 37      | 29      | 24           | 6            | 6            | 12           | 28           | 38           | 45     | 16     | 10     | 19     | 65     | 67     | -2 |

### Andamento in campionato
| Giornata  | 1 | 2  | 3  | 4  | 5 | 6 | 7 | 8 | 9 | 10 | 11 | 12 | 13 | 14 | 15 | 16 | 17 | 18 | 19 | 20 | 21 | 22 | 23 | 24 | 25 | 26 | 27 | 28 | 29 | 30 | 31 | 32 | 33 | 34 | 35 | 36 |
| --------- | - | -- | -- | -- | - | - | - | - | - | -- | -- | -- | -- | -- | -- | -- | -- | -- | -- | -- | -- | -- | -- | -- | -- | -- | -- | -- | -- | -- | -- | -- | -- | -- | -- | -- |
| Luogo     | T | C  | T  | C  | T | C | T | T | C | C  | T  | C  | T  | C  | T  | C  | C  | T  | C  | T  | T  | C  | T  | C  | T  | C  | T  | C  | T  | C  | T  | C  | T  | C  | C  | T  |
| Risultato | P | P  | P  | N  | V | N | N | P | P | N  | N  | P  | P  | V  | V  | V  | P  | P  | V  | N  | P  | V  | P  | V  | P  | N  | N  | P  | N  | V  | V  | V  | P  | V  | P  | N  |
| Posizione | 9 | 10 | 10 | 10 | 9 | 8 | 8 | 9 | 9 | 9  | 9  | 9  | 9  | 8  | 8  | 7  | 7  | 8  | 6  | 6  | 7  | 6  | 8  | 6  | 7  | 6  | 6  | 6  | 6  | 6  | 6  | 6  | 6  | 5  | 5  | 6  |

Legenda:

Luogo: C = Casa; T = Trasferta. Risultato: V = Vittoria; N = Pareggio; P = Sconfitta.

### Statistiche dei giocatori
| Giocatore       | Super League | Super League | Super League | Super League | Europa League | Europa League | Europa League | Europa League | Totale   | Totale | Totale      | Totale     |
| Giocatore       | Presenze     | Reti         | Ammonizioni  | Espulsioni   | Presenze      | Reti          | Ammonizioni   | Espulsioni    | Presenze | Reti   | Ammonizioni | Espulsioni |
| --------------- | ------------ | ------------ | ------------ | ------------ | ------------- | ------------- | ------------- | ------------- | -------- | ------ | ----------- | ---------- |
| S. Barras       | 32           | 0            | 9            | 0            | 4             | 0             | 0             | 0             | 36       | 0      | 9           | 0          |
| L. Beghetto     | 10           | 1            | 0            | 0            | 0             | 0             | 0             | 0             | 10       | 1      | 0           | 0          |
| D. Belotti      | 1            | 0            | 0            | 0            | 1             | 0             | 0             | 0             | 2        | 0      | 0           | 0          |
| V. Bernardet    | 13           | 0            | 2            | 0            | 2             | 0             | 0             | 0             | 15       | 0      | 2           | 0          |
| L. Bucchi       | 14           | 0            | 3            | 0            | 1             | 0             | 0             | 0             | 15       | 0      | 3           | 0          |
| R. Bättig       | 0            | 0            | 0            | 0            | 0             | 0             | 0             | 0             | 0        | 0      | 0           | 0          |
| P. Carbone      | 0            | 0            | 0            | 0            | 0             | 0             | 0             | 0             | 0        | 0      | 0           | 0          |
| A. Ciarrocchi   | 21           | 1            | 3            | 0            | 0             | 0             | 0             | 0             | 21       | 1      | 3           | 0          |
| A. Conti        | 23           | 5            | 1            | 0            | 4             | 0             | 0             | 0             | 27       | 5      | 1           | 0          |
| E. Di Zenzo     | 5            | 0            | 0            | 0            | 0             | 0             | 0             | 0             | 5        | 0      | 0           | 0          |
| D. Diarra       | 25           | 4            | 6            | 0            | 2             | 0             | 1             | 0             | 27       | 4      | 7           | 0          |
| E. Dudar        | 16           | 2            | 5            | 1            | 0             | 0             | 0             | 0             | 16       | 2      | 5           | 1          |
| F. Feltscher    | 15           | 0            | 2            | 1            | 0             | 0             | 0             | 0             | 15       | 0      | 2           | 1          |
| A. Ferrazza     | 0            | 0            | 0            | 0            | 0             | 0             | 0             | 0             | 0        | 0      | 0           | 0          |
| S. Gashi        | 17           | 2            | 3            | 0            | 5             | 1             | 0             | 1             | 22       | 3      | 3           | 1          |
| M. Gritti       | 11           | 0            | 0            | 0            | 5             | 0             | 0             | 0             | 16       | 0      | 0           | 0          |
| Y. Hima         | 25           | 1            | 2            | 0            | 0             | 0             | 0             | 0             | 25       | 1      | 2           | 0          |
| I. Kalu         | 14           | 0            | 1            | 0            | 3             | 1             | 1             | 0             | 17       | 1      | 2           | 0          |
| M. Lustrinelli  | 29           | 13           | 4            | 0            | 6             | 1             | 1             | 0             | 35       | 14     | 5           | 0          |
| A. Mangiarratti | 33           | 0            | 4            | 1            | 6             | 1             | 1             | 0             | 39       | 1      | 5           | 1          |
| G. Mehmeti      | 20           | 1            | 7            | 0            | 3             | 0             | 1             | 0             | 23       | 1      | 8           | 0          |
| G. Miccolis     | 3            | 0            | 1            | 0            | 2             | 0             | 0             | 0             | 5        | 0      | 1           | 0          |
| D. Mihajlović   | 1            | 0            | 0            | 0            | 0             | 0             | 0             | 0             | 1        | 0      | 0           | 0          |
| S. Milani       | 1            | 0            | 0            | 0            | 0             | 0             | 0             | 0             | 1        | 0      | 0           | 0          |
| F. Neri         | 7            | 1            | 0            | 0            | 3             | 0             | 0             | 0             | 10       | 1      | 0           | 0          |
| A. Raso         | 22           | 2            | 1            | 0            | 5             | 0             | 0             | 0             | 27       | 2      | 1           | 0          |
| M. Rivera       | 25           | 0            | 2            | 1            | 6             | 1             | 0             | 0             | 31       | 1      | 2           | 1          |
| I. Rocca        | 27           | 2            | 7            | 1            | 6             | 2             | 0             | 0             | 33       | 4      | 7           | 1          |
| J. Roux         | 23           | 1            | 2            | 0            | 5             | 1             | 0             | 0             | 28       | 2      | 2           | 0          |
| G. Sermeter     | 30           | 7            | 3            | 0            | 6             | 4             | 1             | 0             | 36       | 11     | 4           | 0          |
| D. Shcherbak    | 0            | 0            | 0            | 0            | 0             | 0             | 0             | 0             | 0        | 0      | 0           | 0          |
| J. Thiesson     | 10           | 0            | 0            | 0            | 0             | 0             | 0             | 0             | 10       | 0      | 0           | 0          |
| A. Wahab        | 17           | 0            | 4            | 0            | 6             | 0             | 0             | 0             | 23       | 0      | 4           | 0          |
| C. Zotti        | 13           | 0            | 2            | 0            | 0             | 0             | 0             | 0             | 13       | 0      | 2           | 0          |